# تخموری
تخموری (به لاتین: Tkhmori) یک منطقهٔ مسکونی در گرجستان است که در راچا-لچخومی و کومو سوانتی واقع شده‌است. تخموری ۳۶ نفر جمعیت دارد و ۸۴۰ متر بالاتر از سطح دریا واقع شده‌است.